# Рента
У неокласичній економіці економічна рента (англ. economic rent) — це будь-який платіж (у контексті ринкової трансакції) власнику фактора виробництва, що перевищує витрати, необхідні для залучення цього фактора у виробництво.
У класичній економіці економічна рента — це будь-який платіж (включаючи вменену вартість) або вигода, отримана за невиробничі фактори виробництва, такі як місце розташування (земля), а також за активи, сформовані шляхом створення офіційних привілеїв над природними можливостями (наприклад, патенти). 
У моральній економіці неокласичної економіки економічна рента включає в себе дохід, отриманий трудовими або державними бенефіціарами від інших "надуманих" (якщо припустити, що ринок є природним, а не створений державою та суспільством) виключних прав, таких як трудові гільдії та неофіційна корупція.
В інституціональній економці економічна рента трактується широко, як дохід від будь-якої діяльності.
Ре́нта — додатковий дохід, який отримується підприємцем понад певний прибуток на затрачену працю і капітал; утворення ренти обумовлено сприятливішими умовами, в яких один підприємець знаходиться у порівнянні з іншим, наприклад, обробляє кращу ділянку землі, має привілей тощо.
Рента — вид державного займу, за якого держава платить певні відсотки на позичений капітал, не визначаючи строку його викупу;
Також рента — вид страхування, при якому особі забезпечується певний пожиттєвий дохід (пожиттєва рента).
Рента — дохід від власності, який сплачують орендатори власникам матеріальних невироблених активів (землі і надр) за право використання цих активів протягом певного періоду.
Рента включає земельну ренту і ренту за надра.

## Огляд
У моральній економіці економічної традиції економічна рента протиставляється надлишку виробника або нормальному прибутку, обидва поняття теоретично передбачають продуктивну діяльність людини. Економічна рента також не залежить від альтернативних витрат, на відміну від економічного прибутку, де альтернативні витрати є важливим компонентом. Економічна рента розглядається як незароблений дохід , тоді як економічний прибуток є вужчим терміном, що описує надлишковий дохід, отриманий шляхом вибору між альтернативами, скоригованими на ризик. На відміну від економічного прибутку, економічна рента теоретично не може бути усунута конкуренцією, оскільки будь-які дії одержувача доходу, такі як поліпшення об'єкта оренди, змінюють загальний дохід на контрактну ренту. Тим не менш, загальний дохід складається з економічного прибутку (заробленого) та економічної ренти (незаробленого).
Для виробленого товару економічна рента може бути пов'язана з юридичним володінням патентом (політично забезпеченим правом на використання процесу або інгредієнта). У сфері освіти та професійного ліцензування це знання, продуктивність та етичні стандарти, а також вартість дозволів та ліцензій, кількість яких колективно контролюється, незалежно від компетентності та бажання тих, хто бажає конкурувати лише за рахунок ціни у сфері, що ліцензується. Що стосується праці, то економічна рента може створюватися завдяки існуванню масової освіти, трудового законодавства, державної підтримки соціального відтворення, демократії, гільдій та профспілок (наприклад, вища оплата праці деяких працівників, коли колективні дії створюють дефіцит таких працівників, на відміну від ідеального стану, коли праця конкурує з іншими факторами виробництва лише за рахунок ціни). Для більшості інших видів виробництва, включаючи сільське господарство та видобувну промисловість, економічна рента зумовлена дефіцитом (нерівномірним розподілом) природних ресурсів (наприклад, землі, нафти або мінералів).
Коли економічна рента приватизується, одержувач економічної ренти називається рантьє.
На противагу цьому, в теорії виробництва, якщо немає ексклюзивності та існує досконала конкуренція, економічної ренти не існує, оскільки конкуренція знижує ціни до їхнього мінімуму.
Економічна рента відрізняється від інших незароблених і пасивних доходів, включаючи контрактну ренту. Ця відмінність має важливі наслідки для державних доходів і податкової політики. Поки існує достатній бухгалтерський прибуток, уряд може збирати частину економічної ренти для цілей державних фінансів. Наприклад, економічна рента може збиратися урядом як роялті або плата за видобуток таких ресурсів, як корисні копалини, нафта і газ.
Історично склалося так, що теорії ренти зазвичай застосовувалися до ренти, яку отримують різні власники факторів виробництва в межах однієї економіки. Хоссейн Махдаві був першим, хто ввів поняття "зовнішньої ренти", згідно з яким одна економіка отримує ренту від інших економік.

## Визначення
Наприкінці 1800-х років мислителі концептуалізували економічну ренту як "дохід, аналогічний земельній ренті в сенсі винагороди за контроль над постійно дефіцитними або монополізованими активами, а не за працю чи жертви". З часом економісти змінили своє визначення цього терміна. Неокласичні економісти визначали економічну ренту як "дохід, що перевищує альтернативну вартість або конкурентну ціну".
Згідно з Робертом Толлісоном, представником теорії суспільного вибору (1982), економічна рента - це "надлишковий дохід", що перевищує "нормальний рівень", який генерується на конкурентних ринках. Більш конкретно, рента - це "дохід, що перевищує альтернативні витрати власника ресурсу".
Генрі Джордж, найбільш відомий своєю пропозицією єдиного податку на землю, визначає ренту як "частину продукту, що надходить до власників землі (або інших природних ресурсів) в силу права власності" і як "частку багатства, що надається землевласникам, оскільки вони мають виключне право на використання цих природних ресурсів".
Професори права Люсіан Бебчук та Джессі Фрід визначають цей термін як "додатковий прибуток, який фірми або окремі особи отримують завдяки своїм позиційним перевагам".
Простіше кажучи, економічна рента - це надлишок там, де немає підприємництва чи витрат виробництва.

## Комутація ренти
Комутація ренти – переведення закріпачених селян із панщини на натуральний, а згодом і грошовий оброк.

## Види ренти
- Мертва рента — орендна плата, яка виплачується за невикористану власність.
- Земельна рента
- Фінансова рента
- Природна рента
- Гірнича рента
- Рентабельність
- Корупційна рента
- Позика
- Позичковий капітал
- Рантьє

## Виноски
1. ↑  "What is Economic Rent? (with picture)". Smart Capital Mind. 2023-07-19. Retrieved 2023-07-27.
2. ↑  Енциклопедичний словник Брокгауза і Єфрона
3. ↑  "Economic Rent". henrygeorgefoundation.org. Henry George Foundation.
4. 1 2  Stratford, Beth (2022). "Rival definitions of economic rent: historical origins and normative implications". New Political Economy. doi:10.1080/13563467.2022.2109612. ISSN 1356-3467.
5. ↑  George, Henry (2006) [1879], "The law of rent", in Drake, Bob (ed.), Progress and poverty: why there are recessions and poverty amid plenty - and what to do about it, New York: Robert Schalkenbach Foundation, ISBN 9780911312980.
6. ↑  Bebchuk, Lucian; Fried, Jesse (2004), "The managerial power perspective", in Bebchuk, Lucian; Fried, Jesse (eds.), Pay without performance: the unfulfilled promise of executive compensation, Cambridge, Massachusetts: Harvard University Press, p. 62, ISBN 9780674022287.